# Fiames
Fiames (Fiames in ladino) è un piccolo villaggio facente parte del comune di Cortina d'Ampezzo, in provincia di Belluno. L'altitudine media è di 1.293 m.

## Descrizione
La località di Fiames, situata a circa 4 km a nord dell'abitato di Cortina, sorge lungo il troncone della SS 51 di Alemagna che dall'Ampezzo si dirige verso la Val Pusteria.
Il paesaggio è molto differente dal classico panorama ampezzano: Fiames si trova posizionata, infatti, nell'angusta valle scavata dal torrente Boite, stretta fra gli incombenti massicci del Pomagagnon (a est) e della Tofana Terza (a ovest). Di conseguenza, quest'area è solitamente più ombrosa, umida e fredda della Conca ampezzana, che si apre con i suoi amplissimi spazi solo un paio di chilometri più a sud.
La località di Fiames fa parte del sestiere di Chiave.

### Edifici e impianti principali
Nonostante la scarsità di popolazione , questa località rimane pur sempre piuttosto frequentata: vi si trovano, infatti, il Centro sportivo "Antonella De Rigo", che ospita competizioni sportive di vario genere (principalmente calcio, atletica e sci di fondo, oltreché il campo estivo per ragazzi organizzato dall'A.C. Milan); il Fiames Sport Nordic Center, lungo la Ciclabile delle Dolomiti, che permette di praticare sci di fondo in mezzo ai boschi per tutta la stagione invernale; l'Hotel Fiames, gestito dalla famiglia Siorpaes, punto di ristoro lungo la SS 51, frequentato da molti gitanti che si dirigono verso Ra Stua, Botestagno, Cimabanche o la Pusteria.

## Infrastrutture e trasporti
La stazione di Fiames sorgeva lungo la ferrovia delle Dolomiti, attiva in questa tratta fra il 1921 e il 1962; soppresso il servizio, il percorso è stato riadattato a pista ciclabile in estate e pista da sci di fondo in inverno.
L'Aeroporto di Cortina d'Ampezzo-Fiames fu costruito tra il 1958 e il 1962 in seguito al boom turistico che investì l'Ampezzano con le Olimpiadi invernali del '56. Chiuso negli anni settanta, della struttura rimane la pista di decollo con le aree limitrofe utilizzate per accogliere le sagre paesane che si tengono nel mese di agosto e per allenamenti di rifinitura di atleti podisti di alto livello internazionale.

## Cinema
Nel 1956 la frazione di Fiames è stata il luogo delle riprese del film La dinastia del petrolio (Campbell's Kingdom, nel titolo in lingua originale), un film d'avventura britannico uscito nelle sale l'anno successivo, ambientato nell'Alberta canadese, diretto da Ralph Thomas e basato sull'omonimo romanzo del 1952 di Hammond Innes. Le riprese furono effettuate, oltre che a Fiames e nei dintorni di Cortina d'Ampezzo, anche nel lago di Pontesei: proprio in relazione a tale circostanza, la pellicola è un'autentica testimonianza del cantiere all'epoca attivo per la realizzazione della diga di Pontesei .